# MTV Cribs
MTV Cribs är en reality-TV serie som började sändas på MTV år 2000. I serien bjuds MTV in hos olika celebriteter, såsom musiker, skådespelare och idrottsstjärnor. I april 2005 hade MTV besökt 185 olika kändisars hem. Det avsnitt som sänts mest i repris är då MTV besökte Mariah Careys hem. Det avsnittet är en timma jämfört med den vanliga halvtimman. 2007 gjorde det SVT-sända programmet Robins en parodi på programmet som kallades "SVT Cribs".